# 塔科馬鎮區 (北達科他州博蒂諾縣)
塔科馬鎮區（英語：Tacoma Township）是位於美國北達科他州博蒂諾縣的一個鎮區。

## 地方資料
塔科馬鎮區的面積為108.85平方千米，當中陸地面積為102.01平方千米，而水域面積為6.84平方千米。根據2010年美國人口普查的數據，當地共有人口61人，而人口密度為每平方千米0.56人。